# Elias Melin
Johannes Botvid Elias Melin, född 28 juli 1889 i Valstads församling i dåvarande Skaraborgs län, död 22 mars 1979 i Helga Trefaldighets församling i Uppsala i Uppsala län, var en svensk botaniker och professor.
Melin disputerade för filosofie doktorsgraden vid Uppsala universitet 1917 på avhandlingen Studier över de norrländska myrmarkernas vegetation med särskild hänsyn till deras skogsvegetation efter torrläggning och blev sedermera professor i fysiologisk botanik vid nämnda universitet.
Elias Melin var son till kontraktsprosten Samuel Melin och Hilda, ogift Stenborg, samt äldre bror till rektor Daniel Melin och prästerna Paul Melin och Ruben Melin.